# Edmond Crahay
Edmond Norbert Maria Crahay (Anvers, 2 de setembre de 1883 – 29 de març de 1957) va ser un tirador d'esgrima belga que va competir a començaments del segle xx.
El 1906 va prendre part en els Jocs Intercalats d'Atenes. Guanyà la medalla de bronze en la competició d'espasa per equips, mentre en floret i espasa quedà eliminat en quarts de final.